# Єлизавета (фільм)
«Єлизавета» (англ. Elizabeth) — історична драма про королеву Англії Єлизавету I. У фільмі відображені юність Єлизавети, обставини її сходження на трон і ранній період правління. Одним з центральних сюжетів стала історія кохання молодої королеви та її фаворита лорда Роберта Дадлі, графа Лестера.

## Сюжет
У 1558 році королева римсько-католицького віросповідання Марія I вмирає від раку матки, залишивши її протестантську зведену сестру Елізабет королевою. Елізабет раніше була у в'язниці за змову з метою вбивства Марії, але тепер звільнена для коронації. Фільм розповідає про час вибору наречених для Елізабет (серед яких був, зокрема, Анрі, герцог Анжуйський, майбутній король Франції Генріх III, якому вона відмовила), йще і Вільям Сесіл, 1-й барон Берлі, настійно закликав її вступити в шлюб, який, як він стверджував, забезпечить їй трон. Замість цього, вона має таємний зв'язок з коханим дитинства, Робертом Дадлі.
Елізабет дізналася про змовників, що загрожували її правлінню, у тому числі про герцога Норфолку, її двоюрідного брата, який вступає в змову католицькою церквою, щоб її вбили, і про регента Шотландії, Марію де Гіз, яка з союзниками з Франції атакували сили Англії. У кінці фільму Норфолк за його змову і Марія убиті радником Єлизавети Френсісом Волсінгемом.
Елізабет постійно відсторонює Дадлі від її присутності, коли вона дізнається, що він одружений, як показано в подальшому, Елізабет відмовляється від сексу назавжди, відчуваючи, що такі відносини можуть дати чоловіку дуже багато влади над нею. Крім того, припинення її відносин з Дадлі є частиною процесу, за допомогою якого вона стає дедалі жорсткішою і напористішою, в одній зі сцен вона ретельно готується і репетирує промову, якою вона представить перед непокірним парламентом.
Крім того, вона стає здатною до більш безжальної поведінки, як, наприклад, до неухильного виконання вироків тим, кого вона вважає небезпечним для її правління.
Всі це значні зміни від дівчини з теплим серцем романтичної, якою Єлизавета була на початку фільму, до такої, якою повинна бути королева, яка фактично правила і домінувала над чоловіками навколо неї. Її перетворення є головною темою фільму.
Фільм закінчується тим, що Елізабет стає «Королевою-дівою» і розпочинає для Англії Золоту добу.

## Помилки у фільмі
З історичної точки зору у фільмі було допущено дуже багато помилок, серед яких:
- Насправді Роберт Дадлі не зраджував Єлизавети I і залишався лояльним до її політики до кінця своїх днів.
- У фільмі Кет Ешлі була приблизно того ж віку що й Єлизавета, хоча насправді була помітно старшою, оскільки була її гувернанткою.
- Леді Нолліс, кохана Роберта Дадлі, мала ім'я Летиція, а не Ізабелла.
- Єлизавета чудово знала про те, що Дадлі був одружений з Емі Робсарт. Королева не знала про його другий шлюб з Летіцією Нолліс.
- Леді Нолліс не була отруєна, вона прожила довге, навіть за мірками нашого часу, життя і померла у віці близько 94 років, переживши королеву на тридцять один рік.
- Єлизавета і Генріх Анжуйський ніколи не бачилися один з одним, набагато пізніше, ніж роки освітлені у фільмі, до неї приїжджав свататися його молодший брат Франсуа Алансонский, який здобув титул герцога Анжуйського після того, як Генріх став королем Франції.
- Серу Вільяму Сесілю не було навіть 40 років, коли він почав служити Єлизаветі I, і він зовсім не був усунений нею з посади — він залишався відданим службовцям королеви до самої смерті.
- Не існує жодних доказів, що Френсіс Волсінгем був причетний до смерті Марії де Гіз.
- У Кейт Бланшетт блакитні очі, а у Єлизавети вони були карими, як у її матері, Анни Болейн.
- Стівен Гардінер помер до сходження на трон Єлизавети Тюдор.

## У ролях
- Кейт Бланшетт — Єлизавета I
- Джозеф Файнс — лорд Роберт Дадлі, граф Лестер
- Джеффрі Раш — сер Френсіс Волсінгем
- Венсан Кассель —  герцог Анжуйський
- Крістофер Екклестон — герцог Норфолк
- Джеймс Фрейн — Альваро де ла Квадра
- Річард Аттенборо — сер Вільям Сесіл
- Фані Ардан — Марія де Гіз
- Кеті Берк — Марія I Тюдор
- Джон Гілгуд — папа римський Пій V
- Ерік Кантона — монсеньйор де Фуа
- Емілі Мортімер — Кет Ешлі
- Деніел Крейг — Джон Баллард
- Келлі Макдональд — Ізабелла Нолліс

## Цікаві факти
- Костюм Єлизавети в сцені коронації був створений за образом і подобою сукні королеви на одному з її портретів.

## Нагороди та номінації

### Нагороди
- 1999 — Премія «Оскар»
  - Найкращий грим — Дженні Шіркор
- 1999 — Премія BAFTA 
  - Найкращий британський фільм (Премія імені Олександра Корди ) — Тім Біван, Ерік Феллнер, Елісон Оуен
  - Найкраща музика (Премія імені Ентоні Есквіта) — Девід Хіршфельдер
  - Найкраща операторська робота — Ремі Адефарасін
  - Найкращий грим — Дженні Шіркор
  - Найкраща чоловіча роль другого плану — Джеффрі Раш
  - Найкраща жіноча роль — Кейт Бланшетт
- 1999 — Премія «Золотий глобус»
  - Найкраща жіноча роль (драма) — Кейт Бланшетт
- 1998 — Премія Національної ради кінокритиків США 
  - Найкращий режисер — Шекхар Капур
- 1998 — Венеціанський кінофестиваль 
  - Max Factor Award- Дженні Шіркор

### Номінації
- 1999 — Премія «Оскар»
  - Найкраща актриса — Кейт Бланшетт
  - Найкращі декорації — Джон Мюре, Пітер Хоуитт
  - Найкраща операторська робота — Ремі Адефарасін
  - Найкращі костюми — Олександра Бірн
  - Найкращий драматичний саундтрек — Девід Хіршфельдер
  - Найкращий фільм — Тім Біван, Ерік Феллнер, Елісон Оуен
- 1999 — Премія BAFTA 
  - Найкращі костюми — Олександра Бірн
  - Найкращий монтаж — Джилл Білкок
  - Найкращий фільм — Тім Біван, Ерік Феллнер, Елісон Оуен
  - Найкраща робота художника — Джон Мюре
  - Найкращий оригінальний сценарій — Майкл Херст
  - Премія імені Девіда Ліна за режисуру- Шекхар Капур
- 1999 — Премія «Золотий глобус»
  - Найкращий режисер — Шекхар Капур
  - Найкращий фільм (драма)
- 1999 — Премія «MTV Movie Awards»
  - Найкраща проривна жіноча роль — Кейт Бланшетт